# Giambattista Bietti
Giambattista Bietti (Padova, 9 aprile 1907 – Il Cairo, 2 marzo 1977) è stato un oculista italiano.

## Biografia

### Formazione
Giambattista Bietti, nato a Padova il 29 aprile 1907 da Amilcare Bietti e da Clelia Engel, conseguì la laurea in medicina e chirurgia a Bologna nel 1930. Dopo aver trascorso il periodo universitario come allievo interno, prima di patologia generale a Pavia e poi di patologia medica e di igiene a Bologna, incominciò a interessarsi di oftalmologia nella clinica oculistica dell'università di Bologna. Sin dal periodo universitario ricevette dei riconoscimenti come il premio Forlanini per la migliore votazione dei sei anni di studi universitari e il premio Vittorio Emanuele II per la sua tesi. Per entrare in contatto con il mondo accademico della ricerca oftalmologica dell'Europa centrale e anglosassone, frequentò le cliniche oculistiche di Friburgo, di Münster e di Edimburgo (dove in particolare si occupò di studi riguardanti la perimetria). Al fianco di Vittoriano Cavara, direttore dell'Università di Napoli, che conobbe quando venne eletto assistente nella clinica associata alla suddetta università, fece interessanti ricerche fra le quali si ricordano quelle riguardanti il passaggio della vitamina C nell'umore acqueo in misura maggiore al sangue e le teorie relative agli studi sulle vitamine che gli fecero guadagnare il premio "Cirincione" nel 1939. Nel 1933 diplomatosi come specialista in oculistica, grazie al suo trattato relativo alla chirurgia episclerale (parte esterna della sclera) come mezzo di terapia del distacco retinico, ottenne il premio Angelucci.

### Medico e docente universitario
Nel 1938 concorse per la cattedra di clinica oculistica nell'Università di Sassari divenendo così professore straordinario della stessa, carica che lo porterà a divenire prima professore ordinario e nel 1942-43 preside di facoltà. Fino al periodo della sua morte, 2 marzo 1977 a Il Cairo, (dove si era recato per partecipare a un congresso alla Facoltà di Medicina e Chirurgia) ottenne la cattedra di clinica oculistica con voto unanime a Pavia (1946), a Parma (15 dicembre 1955) e fu scelto per dirigere la clinica oculistica dell'Università di Roma.

## Attività scientifica

### Ricerca medica
A Bietti va riconosciuta la creazione di nuove tecniche chirurgiche del tutto originali per la cura della ptosi, dello strabismo ed del glaucoma e la descrizione di quadri clinici molto rari e completamente innovativi che ancora oggi portano il suo nome. Lo stesso vale per ben quattordici malattie oculari, fra le quali si ricorda la distrofia cristallina del fondo dell'occhio e particolari forme di distrofia corneale . Fu l'iniziatore di una serie di ricerche nel campo della fitofarmacologia oculare che consentirono, tra l'altro, di individuare nuovi farmaci di moderna applicazione nel campo dell'oculistica. Bietti poté vantare, tra l'altro, una folta schiera di allievi, molti dei quali, difatti, hanno raggiunto posizioni accademiche di prestigio tra i quali si ricordano i professori: Mario Pannarale (Roma), Luigi Scullica (Messina) e Alberto Maria Wirth (Pisa).
È da sottolineare il fatto che era un poliglotta e ad aiutare la sua ascesa nel campo dell’oftalmologia fu anche la sua padronanza dell'inglese, del tedesco e del francese e la conoscenza del russo e del giapponese. Insegnò, infatti, in numerosi paesi (Stati Uniti d'America, Giappone, Indonesia, Germania, Spagna, Regno Unito, Filippine, Francia, Austria, Svezia, Belgio); fu designato "professore ospite" da parte delle università di Vienna, Zurigo, Gand, Barcellona, Uppsala, e fu relatore della Montgomery Lecture (Dublino) nel 1954 e della Proctor Lecture (San Francisco) nel 1970. Gli fu conferita la laurea honoris causa dalle Università Aristotele di Salonicco, Università di Münster e Gand.

### Riconoscimenti e titoli
L'attività scientifica di Bietti è documentata da oltre 450 pubblicazioni, da aggiungersi a diverse centinaia di articoli dei suoi allievi. Grazie alla sua intensa attività di clinico e ricercatore, che si è esplicitata in tutti i campi dell'oftalmologia, ricevette importanti riconoscimenti come la medaglia d'Oro della "Ligue contre le Trachome", la medaglia d'Oro dei “Benemeriti della cultura e dell'Arte”, la medaglia d'Oro al “Merito della Sanità Pubblica”, la medaglia d'Oro al “Merito della Croce Rossa Italiana” ed il conferimento di numerosi premi come il premio “Vittorio Emanuele II”, il premio “Internazionale Cirincione”, il premio “Axenfeld”, ecc.
In particolare le sue ricerche nel campo della microbiologia, riguardanti studi sperimentali e clinici sul tracoma e l'ascorbato di sodio per somministrazione endovenosa , lo fecero divenire una delle maggiori autorità di questo settore e nonché uno fra i membri di spicco dell'Organizzazione mondiale della sanità, tanto che nel 1954 fu eletto presidente della Lega internazionale contro il tracoma, carica che mantenne fino alla morte.